# Android Things
Android Things — устаревшая платформа встраиваемой операционной системы на базе Android от Google, запущенная в 2018 году и полностью отключённая 5 января 2022 года.
Первоначально Android Things предназначался для устройств Интернета вещей (IoT) с низким энергопотреблением и ограниченным объёмом памяти, но в 2019 году проект отказался от поддержки оборудования с низким энергопотреблением и переориентировался на устройства класса смартфонов.

## История

### Предварительный выпуск
Во время Google I/O 2015 компания Google анонсировала платформу встроенной операционной системы на базе Android под кодовым названием Brillo. В то время проект был нацелен на поддержку устройств с малым объёмом памяти от 32 до 64 МБ ОЗУ. Платформа Brillo была не просто ОС для устройств IoT, а полным стеком программного обеспечения с облачными компонентами, которые включали консоль управления для подготовки устройств и доставки обновлений. Brillo поддерживает протоколы Wi-Fi и Bluetooth Low Energy и Weave для связи с облаком (включая доставку обновлений), связи с телефонами Android и другими совместимыми устройствами (включая продукты Google Nest).
В 2016 году Google обновил Brillo под новым названием Android Things.
Первоначально Android Things предназначался для устройств Интернета вещей (IoT) с низким энергопотреблением и ограниченным объёмом памяти, которые обычно создаются на разных платформах MCU.

### Выпуск
В 2018 году был официально выпущен Android Things с номером версии 1.0. В то же время несколько OEM-производителей (в том числе JBL, Lenovo и LG Electronics) выпустили устройства для умного дома на базе Android Things. Эти устройства были основаны на двух системных решениях Qualcomm «Home Hub» и предоставленных Google реализациях Android Things, адаптированных для интеллектуальных динамиков и дисплеев на базе Google Assistant.
В феврале 2019 года Android Things переориентировался на умные колонки и дисплеи. Проект отказался от поддержки устройств IoT с ограниченными ресурсами и сосредоточился на устройствах класса смартфонов.

### Прекращение работы
В декабре 2020 года на страница часто задаваемых вопросов панели инструментов Android Things появилась информация о предстоящем закрытии Android Things.
5 января 2021 года был прекращён приём новых устройств и проектов.
5 января 2022 года панель инструментов Android Things Dashboard была полностью отключена, а все оставшиеся данные были удалены.